# Guerre bulgaro-latine
Le guerre bulgaro-latine furono una serie di conflitti che avvennero tra il secondo impero bulgaro (1185-1396) e l'impero latino (1204-61), e coinvolsero il confine occidentale di quest'ultimo per tutta la sua esistenza. Iniziarono a solo un anno dopo la nascita dell'impero latino, e in modo disastroso, giacché l'imperatore Baldovino I fu sconfitto e catturato nella battaglia di Adrianopoli, spegnendosi poi in prigionia. Dopo la battaglia, l'impero latino si vide le sue ambizioni espansioniste distrutte, e oltre che dalla Bulgaria fu costretto a difendersi anche dagli altri stati successori dell'impero bizantino, ovvero l'impero di Nicea in Asia Minore e il despotato d'Epiro nei Balcani.
Come risultato dei conflitti, nonostante le ultime battaglie si risolsero con vittorie da parte dei Latini, i Bulgari espansero il loro territorio su gran parte della penisola balcanica, mentre l'impero latino fu ridotto a Costantinopoli e a poche città e isole, rendendosi così più vulnerabile alla conquista finale per mano dell'impero di Nicea. Con l'eliminazione del Patriarcato di Costantinopoli per mano dei Crociati cattolici, la Bulgaria divenne anche centro del Cristianesimo ortodosso.

## Storia del conflitto

### La fondazione dell'Impero latino

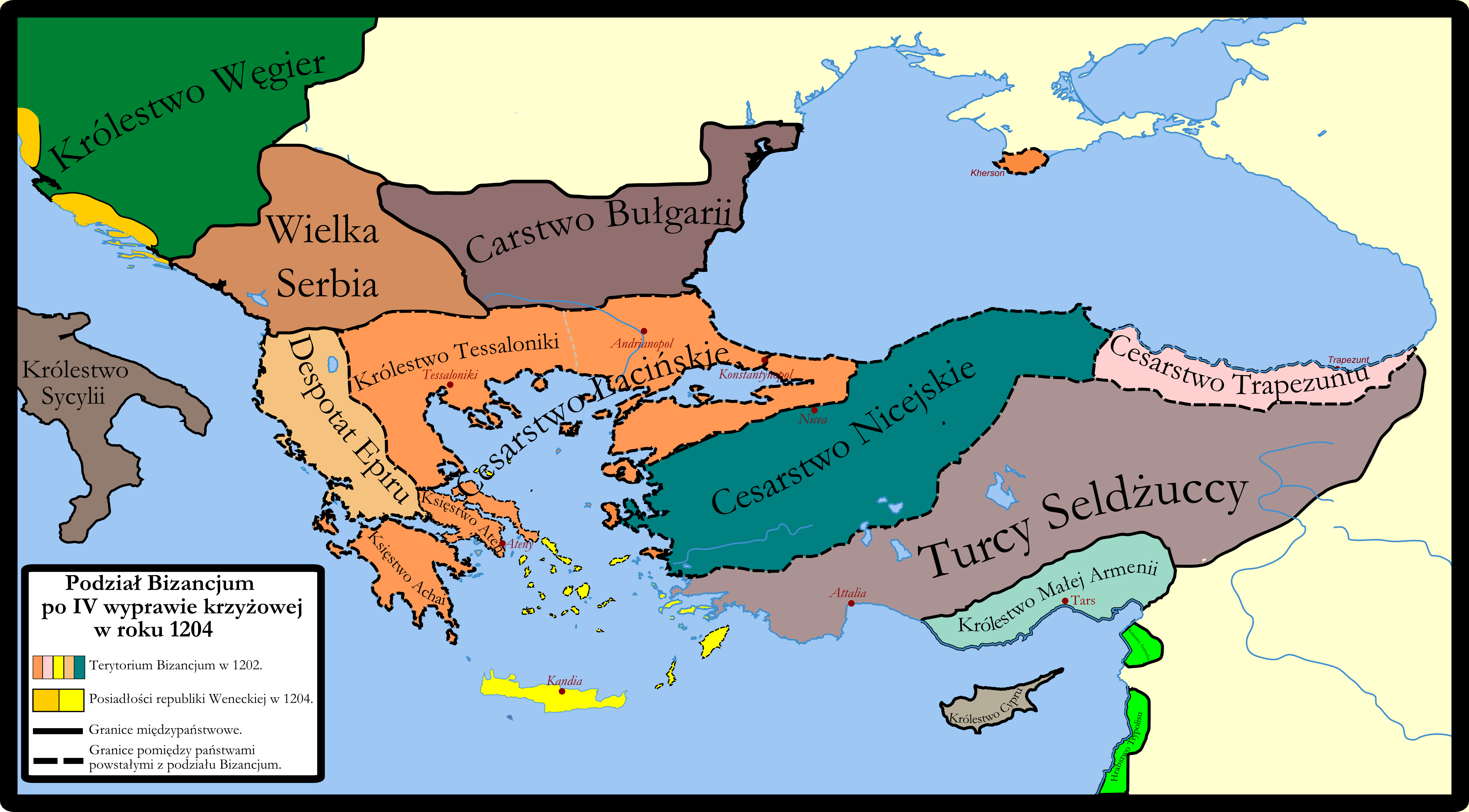
La situazione dei Balcani e dell'Anatolia nel 1204.

Il 13 aprile 1204, i cavalieri della Quarta crociata presero Costantinopoli, la capitale dell'impero bizantino, e si sostituirono ad esso con il nuovo stato crociato noto come l'impero latino; Baldovino delle Fiandre fu incoronato Imperatore a Santa Sofia col nome regale di Baldovino I. Stando alla Partitio terrarum imperii Romaniae ("divisione delle terre dell'impero di Romanìa"), egli ottenne un quarto dell'impero, comprendente Costantinopoli, alcune terre in Asia Minore, una striscia di terra che si affacciava sul Mar Nero e alcune cittadine nei Balcani, mentre il resto fu spartito tra i Crociati e i Veneziani; questi ultimi ottennero la parte più fertile della Tracia bizantina, tra cui Adrianopoli (Odrin), Rodosto, Arcadiopolis, gran parte del Peloponneso, parte dell'Epiro e della Tessaglia e anche tanti isolotti, e il loro Doge Enrico Dandolo prese il titolo di quartae partis et dimidiae totius imperii Romaniae dominator, ovvero "Signore di un quarto e una mezza parte dell'intero Impero Romano"; i Crociati ottennero invece le altre terre rimanenti dell'ex-impero bizantino, e crearono il regno di Tessalonica, governato da Bonifacio di Monferrato.

### L'intervento bulgaro e le campagne di Kalojan

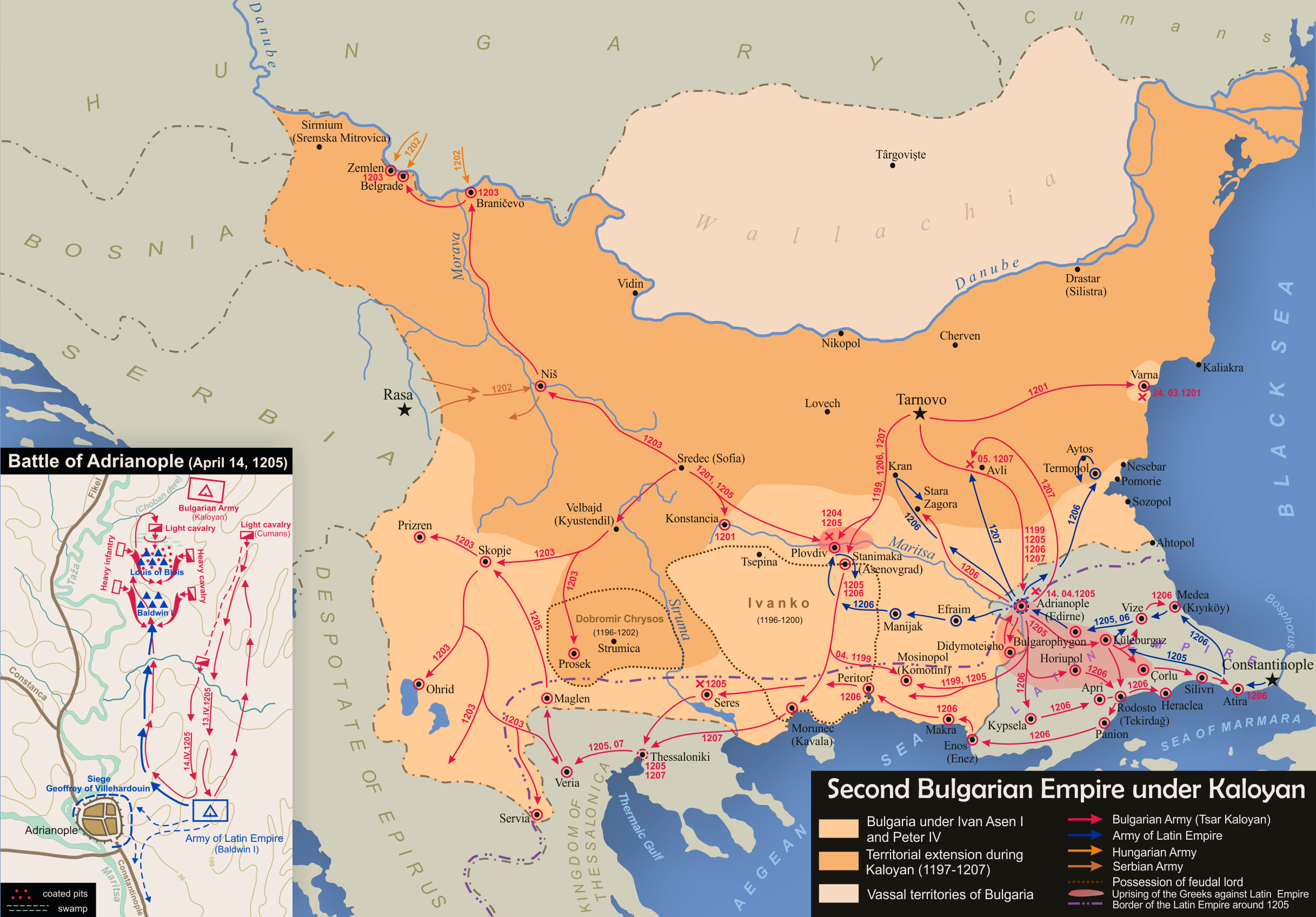
Il secondo impero bulgaro sotto Kalojan.

I Bulgari, però, avevano offerto ai Crociati un'alleanza contro l'impero bizantino, ma questi li ridicolizzarono, e l'impero latino, in particolare, espresse le sue intenzioni di riconquistare tutte le terre del defunto impero bizantino stesso, tra cui anche le terre governate da Kalojan, Imperatore dei Bulgari. La situazione precipitò quando l'aristocrazia bizantina in Tracia si ribellò contro i Latini l'anno seguente, nel 1205, e chiesero aiuto ai Bulgari, in cambio della loro lealtà e sottomissione nei confronti di quest'ultimi.
L'imperatore Baldovino I iniziò col reprimere alcune rivolte e ad assediare Adrianopoli. Il cronista crociato Goffredo di Villehardouin racconta:
(Villehardouin, 92)
Il 14 aprile, i Cumani, alleatisi con Kalojan, riuscirono ad attirare la cavalleria pesante latina in un'imboscata nelle paludi a nord di Adrianopoli, e inflissero insieme ai Bulgari una sconfitta schiacciante ai Crociati. Baldovino I stesso fu catturato e imprigionato nella capitale bulgara di Tărnovo fino alla morte nello stesso anno (forse giustiziato), il conte Luigi I di Blois fu ucciso, e il Doge veneziano Enrico Dandolo fu costretto a guidare i superstiti in una fuga precipitosa a Costantinopoli, durante la quale egli stesso morì per gli sforzi. Poco dopo, Kalojan prese Serres e Filippopoli (Plovdiv), conquistando gran parte dell'impero latino in Tracia e Macedonia.
Il 31 gennaio 1206, i Bulgari sconfissero di nuovo i Latini in Tracia, che ne fu devastata, e presero prima Didymoteikhon e poi Herakleia e Tzouroulos, oltre che a far evacuare altre città come quella di Rodosto (Tekirdağ). Inoltre, se in passato Kalojan limitava la sua oppressione all'aristocrazia, nelle sue ultime campagne obbligò il trasferimento totale delle popolazioni prese prigioniere nelle regioni remote della Bulgaria. I Bulgari assediarono Adrianopoli due volte, ma ne furono impediti prima dalla ritirata dei Cumani, e poi dall'avanzata determinata nel nuovo imperatore latino, Enrico di Fiandra, fratello di Baldovino I.
Nel 1207, i Bulgari strinsero un'alleanza in funzione anti-latina con Teodoro I Lascaris, imperatore di Nicea. Il 4 settembre, i Bulgari uccisero Bonifacio di Monferrato, sovrano latino del Regno di Tessalonica. Nel tentativo di approfittare della situazione, Kalojan avanzò verso la città e la assediò con una grande forza, ma fu assassinato per mano di suo cugino, il comandante cumano Manastăr, all'inizio dell'ottobre dello stesso anno. I cittadini greci della città attribuirono la sua fine al loro patrono, San Demetrio.

### La pace e la successiva caduta dei Latini
Boril, successore di Kaloyan, fu meno fortunato dell'Imperatore precedente contro i Latini: dopo una vittoria a Messinopoli, fu sconfitto da Enrico I di Fiandra a Beroia nel 1207, e poi a Filippopoli nel 1208. Continuò però le sue campagne fino al 1210, con un'alleanza tra Latini e Ungheresi.
Nel 1231, la reggenza latina aveva finalizzato le negoziazioni con Giovanni di Brienne, ex-re di Gerusalemme, che fu invitato a reggere la carica di guardiano e co-imperatore di Baldovino II, Imperatore dei Latini. Ciò portò a una breccia nell'alleanza tra i Bulgari e i Latini, e alla creazione di un'alleanza alternata tra Bulgari e Nicei. Tuttavia, l'imperatore Ivan Asen II, succeduto a Boril, non riuscì a decidere a chi allearsi tra i Nicei greci e i Latini. Alla fine, Michele VIII Paleologo, sovrano dei Nicei, prese Costantinopoli, e non solo pose fine all'impero latino, ma riportò in vita ufficialmente l'impero bizantino.

## Lista delle battaglie
| Battaglia                 | Anno | Comandante bulgaro | Comandante latino          | Esito                              |
| ------------------------- | ---- | ------------------ | -------------------------- | ---------------------------------- |
| Battaglia di Adrianopoli  | 1205 | Kaloyan            | Baldovino I                | Vittoria bulgara                   |
| Battaglia di Serres       | 1205 | Kalojan            | Enrico I                   | Vittoria bulgara                   |
| Battaglia di Rusion       | 1206 | Kalojan            | Thierry di Termond         | Vittoria bulgara                   |
| Battaglia di Rodosto      | 1206 | Kalojan            | Enrico I                   | Vittoria bulgara                   |
| Battaglia di Messinopoli  | 1207 | Boril              | Bonifacio I del Monferrato | Vittoria bulgara                   |
| Battaglia di Beroia       | 1207 | Boril              | Enrico I                   | Vittoria bulgara                   |
| Battaglia di Filippopoli  | 1208 | Boril              | Enrico I                   | Vittoria latina                    |
| Assedio di Costantinopoli | 1235 | Ivan Asen II       | Giovanni di Brienne        | Vittoria latina Tregua di due anni |

## Fonti letterarie
- Donald M. Nicol, The Last Centuries of Byzantium, 1261–1453, Second Edition, Cambridge, Cambridge University Press, 1993, ISBN 978-0-521-43991-6.
- Alexander Kazhdan, Oxford Dictionary of Byzantium, Oxford, Oxford University Press, 1991, ISBN 0-19-504652-8.
- J-F. Vannier, Les premiers Paléologues (Etudes prosopographiques), 1989.
- John Van Antwerp Fine, The Late Medieval Balkans, Michigan, University of Michigan Press, 1994, ISBN 0-472-08260-4.
- Niceta Coniata, Nicetae Choniatae Historia, Bonn, 1835.
- Harry J. Magoulias, O City of Byzantium, Annals of Niketas Choniates, traduzione di Harry J. Magoulias, 1984, ISBN 0-8143-1764-2.
- Ansberto, Historia de expeditione Friderici imperatoris, Monumenta Germaniae Historica, Scriptores, n.s. 5,  pp. 15-70.
- Mauro Orbini, Il Regno di Slavi, Pesaro, 1601.